# Nacanieli Qerewaqa
Nacanieli Takayawa-Qerawaqa (ur. 4 października 1975 w Suvie) – fidżyjski judoka. Trzykrotny olimpijczyk. Zajął 34. miejsce w Barcelonie 1992; 21. w Atlancie 1996 i odpadł w eliminacjach w Sydney 2000. Walczył w wadze półśredniej, półciężkiej i ciężkiej.
Uczestnik mistrzostw świata w 1995, 1997, 1999, 2001, 2003, 2005 i 2010. Startował w Pucharze Świata w 1999, 2000, 2009, 2010 i 2015. Triumfator igrzysk wspólnoty narodów w 2002. Mistrz igrzysk Pacyfiku w 2003. Mistrz Wspólnoty Narodów w 1998 i 2004. Zdobył dwanaście medali na mistrzostwach Oceanii w latach 1994−2008.

## Letnie Igrzyska Olimpijskie 1992
| Konkurencja | Eliminacje                | Klas. końcowa |
| Konkurencja | Przeciwnik I              | Miejsce       |
| ----------- | ------------------------- | ------------- |
| 78 kg       | Olivier Schaffter (SUI) P | 34.           |

## Letnie Igrzyska Olimpijskie 1996
| Konkurencja | Eliminacje                | Klas. końcowa |
| Konkurencja | Przeciwnik I              | Miejsce       |
| ----------- | ------------------------- | ------------- |
| 95 kg       | Siergiej Szakimow (KAZ) P | 21.           |

## Letnie Igrzyska Olimpijskie 2000
| Konkurencja | Eliminacje            | Klas. końcowa |
| Konkurencja | Przeciwnik I          | Miejsce       |
| ----------- | --------------------- | ------------- |
| +100 kg     | Ángel Sánchez (CUB) P | I runda.      |